# Harbin Z-19
Harbin Z-19 – chiński lekki śmigłowiec bojowy, konstrukcyjnie oparty na maszynie Harbin Z-9.

## Historia
Śmigłowiec Z-19 opracowywany był w Chinach równolegle ze swoim cięższym odpowiednikiem – maszyną Changhe WZ-10. Budowa obydwu typów maszyn wydawała się ekspertom do spraw uzbrojenia Chin bezcelowa. Lekki, słabiej uzbrojony i opancerzony Z-19 ustępował pola WZ-10 w wypełnianiu zadań bojowych. Według niektórych ocen postęp prac nad cięższą maszyną zastopuje program Z-19. Jednak w 2011 roku ujawniono zdjęcia, na których zobaczyć można latający prototyp nowego lekkiego śmigłowca bojowego. Nie są znane powody, dla których Chińczycy podjęli się realizacji obydwu projektów śmigłowcowych. Jedna z teorii tłumaczy ten fakt odcięciem Chin od dostaw kanadyjskich silników Pratt & Whitney Canada PT6C-67C. Pierwotnie przeznaczonych na rynek cywilny, zostały wykorzystane w szturmowych WZ-10. Tym samym chińscy konstruktorzy zostali zmuszeni do znalezienia innej jednostki napędowej. Nie dysponując jednak silnikiem o podobnych parametrach, wykorzystano słabszy silnik WZ-9. Tym samym zmniejszając różnicę w możliwościach bojowych pomiędzy obydwoma śmigłowcami. Gotowy prototyp wzniósł się po raz pierwszy w powietrze w maju 2010 roku. 18 września tego samego roku maszyna rozbiła się podczas lotu próbnego.
W listopadzie 2012 roku po raz pierwszy publicznie zaprezentowano drugi latający prototyp. Śmigłowiec wziął udział w pokazach lotniczych na China International Aviation & Aerospace Exhibition odbywających się w Zhuhai. Na odbywających się w dniach 14 - 17 sierpnia 2017 roku w Tiencinie wystawie poświęconej śmigłowcom, zaprezentowano publicznie po raz pierwszy maszynę z radarem pracującym w zakresie fal milimetrowych umieszczonym nad wirnikiem głównym. Obecnie w Chińskiej Armii Ludowo-Wyzwoleńczej służy około 120 śmigłowców Z-19.
18 maja 2017 roku oblatano prototypowy egzemplarz wersji Z-19E, przeznaczonej na eksport.

## Konstrukcja
Z-19 został zbudowany w oparciu o konstrukcję produkowanego w Chinach śmigłowca H-425, czyli licencyjną wersję francuskiego Eurocopter AS365 Dauphin. Załoga w kabinie w układzie tandem składa się z pilota siedzącego z tyłu i strzelca z przodu. Do kabiny wchodzi się odchylając okna z prawej burty śmigłowca. Za kabiną załogi, po obydwu stronach kadłuba zainstalowano dwa krótkie skrzydła, pod którymi znajdują się zamki dla podwieszanego uzbrojenia. Za ich krawędzią spływu, po obydwu stronach kadłuba widoczne są duże drzwi, prowadzące prawdopodobnie do kabiny, w środku kadłuba. Może ona zostać wykorzystana do ewakuacji i transportu dwóch ludzi lub innych ładunków.
Napęd stanowią dwa silniki turbowałowe WZ-8C (licencyjna wersja francuskiego Turbomeca Arriel 2C). Napędzają one czterołopatowy wirnik główny; prawdopodobnie sam wirniki, jego głowica i przekładnia główna pochodzą od maszyny H-425. Wirnik ogonowy, belka ogonowa typu fenestron oraz tylne usterzenie również identyczny jak na śmigłowcach H-425. Po bokach kadłuba zainstalowano wysokie, wleczone wahacze z kołami głównego podwozia z amortyzatorami hydraulicznymi. Belka ogonowa podparta pojedynczym kołem na masywnej goleni. Kabina pilota i operatora uzbrojenia wyposażona w ekrany ciekłokrystaliczne. Tuż pod dziobem maszyny zainstalowano obrotową głowicę optoelektroniczną. Nie jest pewne w jakiego typu czujniki wyposażona jest głowica, prawdopodobnie w kamerę termowizyjną i dzienną, laserowy dalmierz i wskaźnik celów. Nad belkami do podwieszania uzbrojenia zainstalowano wyrzutnie pułapek termicznych.

## Uzbrojenie
Belki kadłubowe przystosowane do przenoszenia podwieszanego uzbrojenia, kierowanych pocisków rakietowych powietrze–powietrze TY-90, naprowadzanych wiązką laserową rakiet przeciwpancernych typu HJ-10 z tandemową głowicą kumulacyjną, niekierowanych pocisków rakietowych HF-25 kalibru 57 mm lub HF-70 kalibru 90 mm, zasobników strzeleckich PC-1AY z karabinem maszynowym kalibru 12,7 mm lub dodatkowych zbiorników paliwa. Każda z belek zaopatrzona w dwa zamki do podwieszenia. Brak stałego uzbrojenia strzeleckiego co nie wyklucza jego instalację w przyszłości.